# Hunter Douglas
Hunter Douglas ist ein niederländischer Hersteller von Jalousien und Verkleidungen für Außenfassaden. 

## Geschichte
Den Grundstein des Unternehmens legte der Deutsche Henry Sonnenberg 1919 durch die Gründung eines Unternehmens zur Herstellung von Werkzeugmaschinen in Düsseldorf. Nach der Machtergreifung 1933 floh Sonnenberg vor den Nationalsozialisten, in die Niederlande und baute sein Unternehmen dort wieder auf. Zusammen mit Joe Hunter gründete Sonnenberg 1946 ein Joint Venture für die Entwicklung von Technologien und Werkzeug für den Guss und die Bearbeitung von Aluminium. Auf diesem Wege kam man zur Fertigung von Fensterjalousien aus Aluminium unter dem Namen Hunter Douglas. Diese Jalousien erfreuten sich insbesondere in Amerika großer Beliebtheit und wurden durch unabhängige Hersteller in den Vereinigten Staaten und Kanada produziert, die in ein gemeinsames Netzwerk eingebunden wurden. Das Geschäft in den Vereinigten Staaten wurde 1956 verkauft, der Sitz Hunter Douglas’ wurde nach Montreal verlegt und der Jalousienbau außerhalb der USA fortgeführt. Ab 1962 wurden auch Deckenverkleidungen aus Aluminium angeboten. Seit 1969 wurde das Unternehmen an den Börsen in Montreal und Amsterdam gelistet. Seit 1971 befand sich der weltweite Hauptsitz der Hunter Douglas-Gruppe mit der Hunter Douglas N.V. in Rotterdam. Nach dem Rückkauf des US-amerikanischen Geschäftszweigs 1976 wurde das Geschäft immer weiter ausgeweitet und expandierte unter anderem in den asiatischen Raum. Heute bezeichnet sich das Unternehmen selbst als Marktführer auf dem Gebiet der Tageslicht-Regulation.
Ralph Sonnenberg, Erbe von Henry Sonnenberg und CEO von Hunter Douglas, zählt heute zu den reichsten Niederländern.